# Vaire-sous-Corbie
Vaire-sous-Corbie és un municipi francès situat al departament del Somme i a la regió dels Alts de França. L'any 2007 tenia 262 habitants.

## Demografia

### Població
El 2007 la població de fet de Vaire-sous-Corbie era de 262 persones. Hi havia 104 famílies de les quals 24 eren unipersonals (4 homes vivint sols i 20 dones vivint soles), 24 parelles sense fills, 48 parelles amb fills i 8 famílies monoparentals amb fills.
La població ha evolucionat segons el següent gràfic:
Habitants censats

### Habitatges

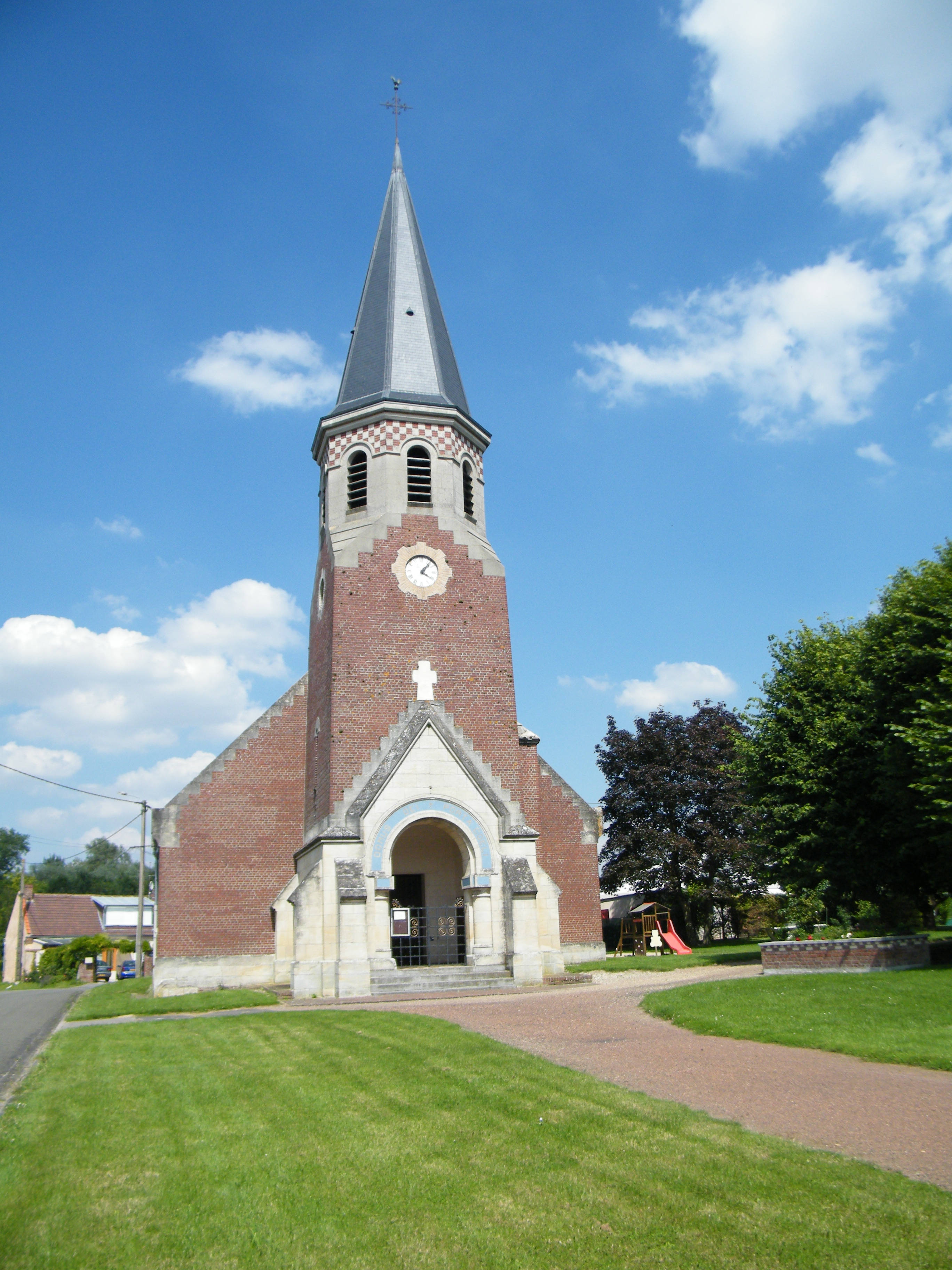
església

El 2007 hi havia 119 habitatges, 103 eren l'habitatge principal de la família, 5 eren segones residències i 10 estaven desocupats. Tots els 118 habitatges eren cases. Dels 103 habitatges principals, 97 estaven ocupats pels seus propietaris, 4 estaven llogats i ocupats pels llogaters i 2 estaven cedits a títol gratuït; 1 tenia una cambra, 4 en tenien dues, 12 en tenien tres, 20 en tenien quatre i 66 en tenien cinc o més. 73 habitatges disposaven pel capbaix d'una plaça de pàrquing. A 37 habitatges hi havia un automòbil i a 58 n'hi havia dos o més.

### Piràmide de població

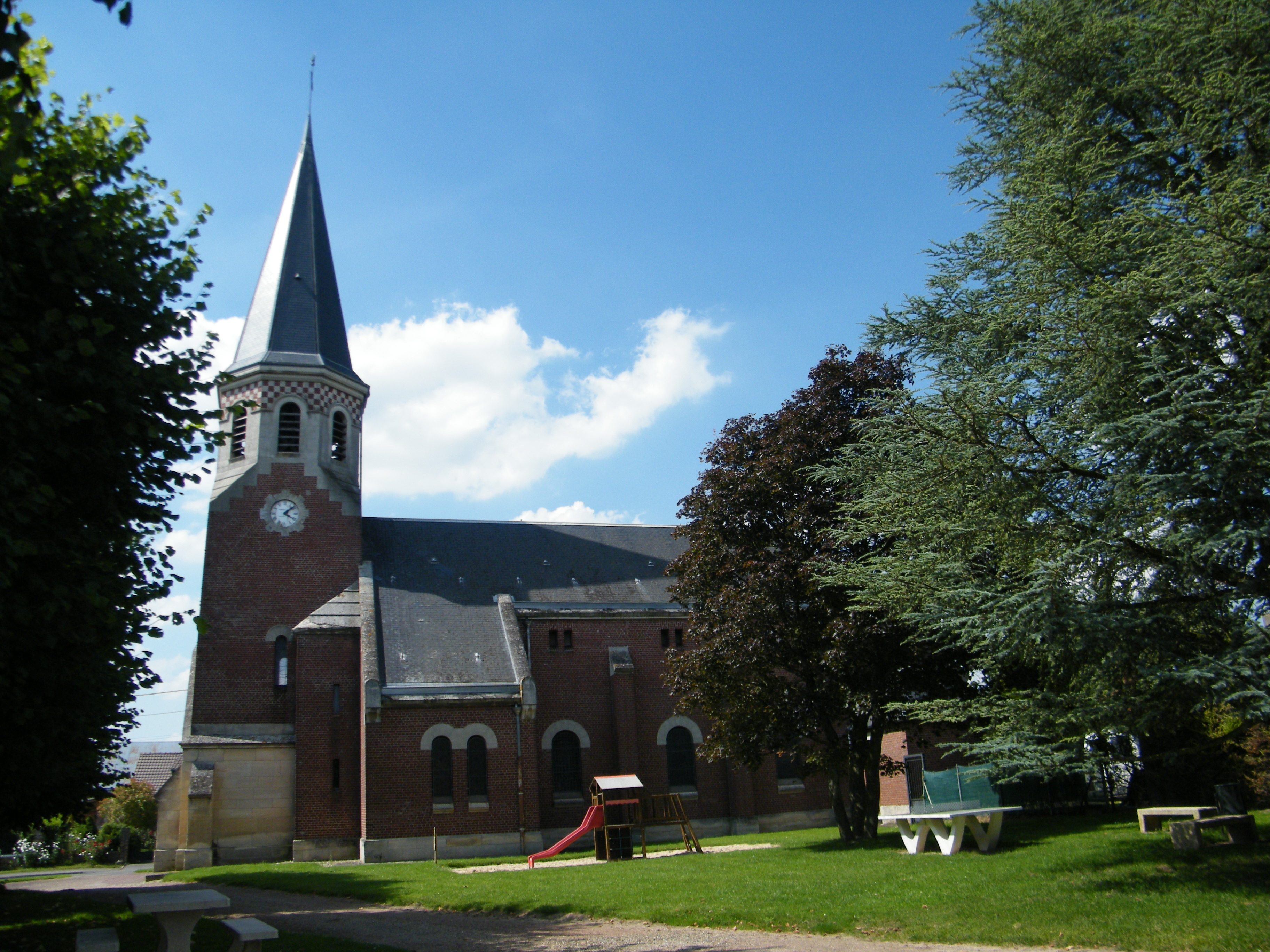

La piràmide de població per edats i sexe el 2009 era:
| Homes | Edats   | Dones |
| ----- | ------- | ----- |
| 0     | 95 o +  | 0     |
| 0     | 90 a 94 | 0     |
| 0     | 85 a 89 | 4     |
| 0     | 80 a 84 | 4     |
| 0     | 75 a 79 | 4     |
| 0     | 70 a 74 | 12    |
| 12    | 65 a 69 | 0     |
| 4     | 60 a 64 | 8     |
| 8     | 55 a 59 | 12    |
| 12    | 50 a 54 | 0     |
| 12    | 45 a 49 | 16    |
| 24    | 40 a 44 | 16    |
| 0     | 35 a 39 | 12    |
| 4     | 30 a 34 | 4     |
| 4     | 25 a 29 | 0     |
| 8     | 20 a 24 | 4     |
| 8     | 15 a 19 | 8     |
| 24    | 10 a 14 | 0     |
| 12    | 5 a 9   | 4     |
| 0     | 0 a 4   | 12    |

## Economia

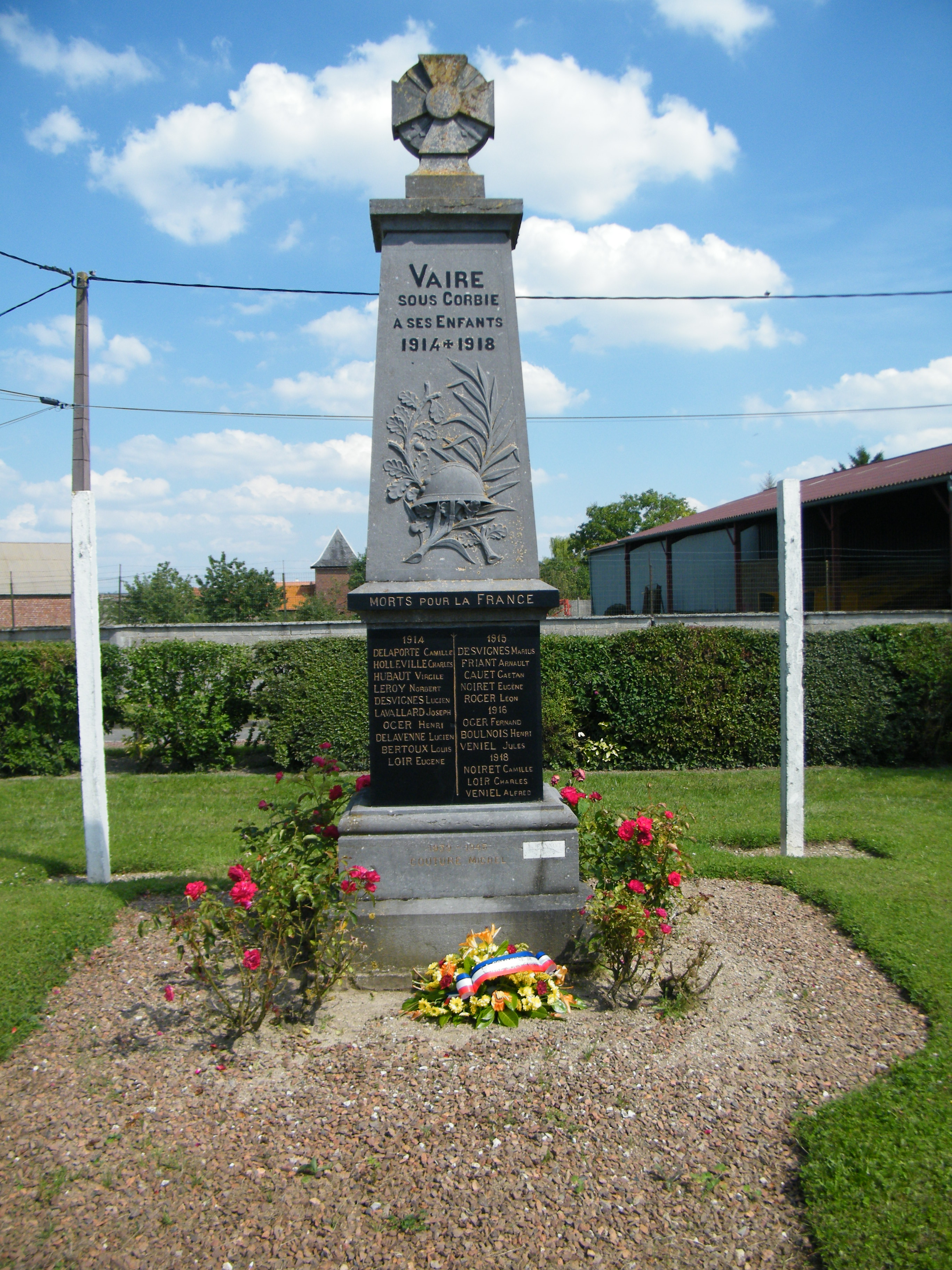

El 2007 la població en edat de treballar era de 179 persones, 127 eren actives i 52 eren inactives. De les 127 persones actives 121 estaven ocupades (70 homes i 51 dones) i 6 estaven aturades (5 homes i 1 dona). De les 52 persones inactives 14 estaven jubilades, 17 estaven estudiant i 21 estaven classificades com a «altres inactius».

### Ingressos
El 2009 a Vaire-sous-Corbie hi havia 105 unitats fiscals que integraven 268 persones, la mediana anual d'ingressos fiscals per persona era de 18.460,5 €.

### Activitats econòmiques
Dels 4 establiments que hi havia el 2007, 1 era d'una empresa de fabricació d'altres productes industrials i 3 d'empreses de construcció.
Dels 4 establiments de servei als particulars que hi havia el 2009, 1 era un taller de reparació d'automòbils i de material agrícola, 1 paleta, 1 lampisteria i 1 electricista.
L'any 2000 a Vaire-sous-Corbie hi havia 7 explotacions agrícoles que ocupaven un total de 504 hectàrees.

## Equipaments sanitaris i escolars

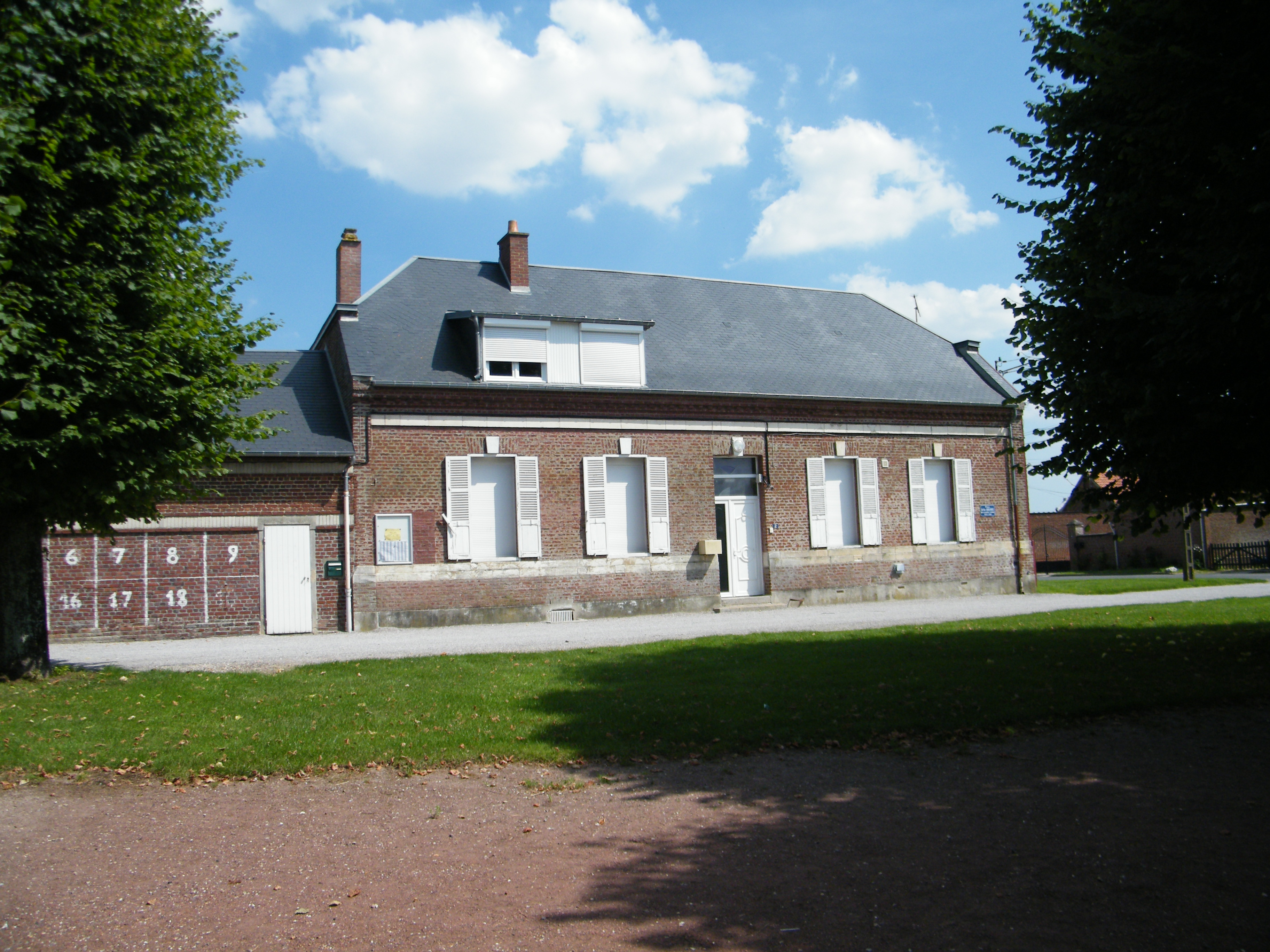

El 2009 hi havia una escola elemental integrada dins d'un grup escolar amb les comunes properes formant una escola dispersa.

## Poblacions properes
El següent diagrama mostra les poblacions més properes.